# 加的斯足球俱樂部
加的斯足球俱乐部（Cádiz Club de Fútbol, S.A.D.）是位於西班牙安達魯西亞自治區加的斯的足球俱樂部，成立於1910年。現時為西班牙足球乙级联赛的球隊之一。
球會主場拉蒙·德卡兰萨球场可容納25,033人。

## 外部連結
- 加的斯足球俱樂部官方網站 （页面存档备份，存于） （西班牙文）
- 加的斯足球俱乐部非官方网站 （页面存档备份，存于） （西班牙文）